# École supérieure des métiers artistiques
L'École supérieure des métiers artistiques (ESMA) est un établissement d'enseignement privé dont le siège social est établi à Montpellier. L'école a plusieurs campus : Toulouse, Nantes, Montpellier, Lyon, Rennes et Bordeaux.